# Диполдисвалде
Диполдисвалде (на немски: Dippoldiswalde; на горнолужишки: Dibbs) е град в Германия, разположен в окръг Саксонска Швейцария - Източен Ерцгебирге, провинция Саксония. Към 31 декември 2011 година населението на града е 10 228 души.